# Leesburg (Virginia)
Leesburg ist eine historisch wichtige Stadt in Loudoun County, Virginia. Außerdem ist sie die Kreisstadt (englisch county seat) von Loudoun County. Das U.S. Census Bureau hat bei der Volkszählung 2020 eine Einwohnerzahl von 48.250 ermittelt.
Leesburg befindet sich etwa 65 Kilometer westnordwestlich von Washington, D.C. Wie in den meisten Gebieten im Norden Virginias und Marylands wohnen in Leesburg hauptsächlich Pendler, die in der Hauptstadt arbeiten.

## Geschichte
Während des Britisch-Amerikanischen Krieges diente Leesburg als Zufluchtsort für Dolley Madison, als sie Washington, D.C. mit einigen wichtigen Unterlagen und Porträts früherer amerikanischer Führer verließ. In Überlieferungen wird erzählt, dass Leesburg dadurch für kurze Zeit Hauptstadt der USA war.
Im Sezessionskrieg war Leesburg der Schauplatz des Gefechts bei Balls Bluff, wo die Konföderation gewann. Die Stadt wechselte während des Krieges mehrmals die Zugehörigkeit, da beide Armeen während der Schlacht von Antietam und der Schlacht von Gettysburg durch das Gebiet zogen. Die Schlacht von Mile Hill wurde nördlich der Stadt ausgetragen, bevor Robert E. Lee die Stadt im September 1862 besetzte. Das Gerichtsgebäude wurde 1894 gebaut und war somit nicht, wie von vielen angenommen, eines der wenigen Gerichtsgebäude in Virginia, die den Sezessionskrieg überstanden.

### Kommunale Verwaltung
Sie liegt 2007 in folgenden Händen:
Mayor Kristen C. Umstattd,
Vice Mayor Susan B. Horne,
Councilmember Fernando „Marty“ Martinez,
Councilmember Kelly Burk,
Councilmember Kathryn Sheldon Hammler,
Councilmember Kenneth „Ken“ Reid,
Councilmember Kevin Wright.

### Einwohnerentwicklung
| Jahr | Einwohner¹ |
| ---- | ---------- |
| 1980 | 8.357      |
| 1990 | 16.202     |
| 2000 | 28.311     |
| 2010 | 42.616     |
| 2020 | 48.250     |

¹ 1980 – 2020: Volkszählungsergebnisse

## Sehenswürdigkeiten

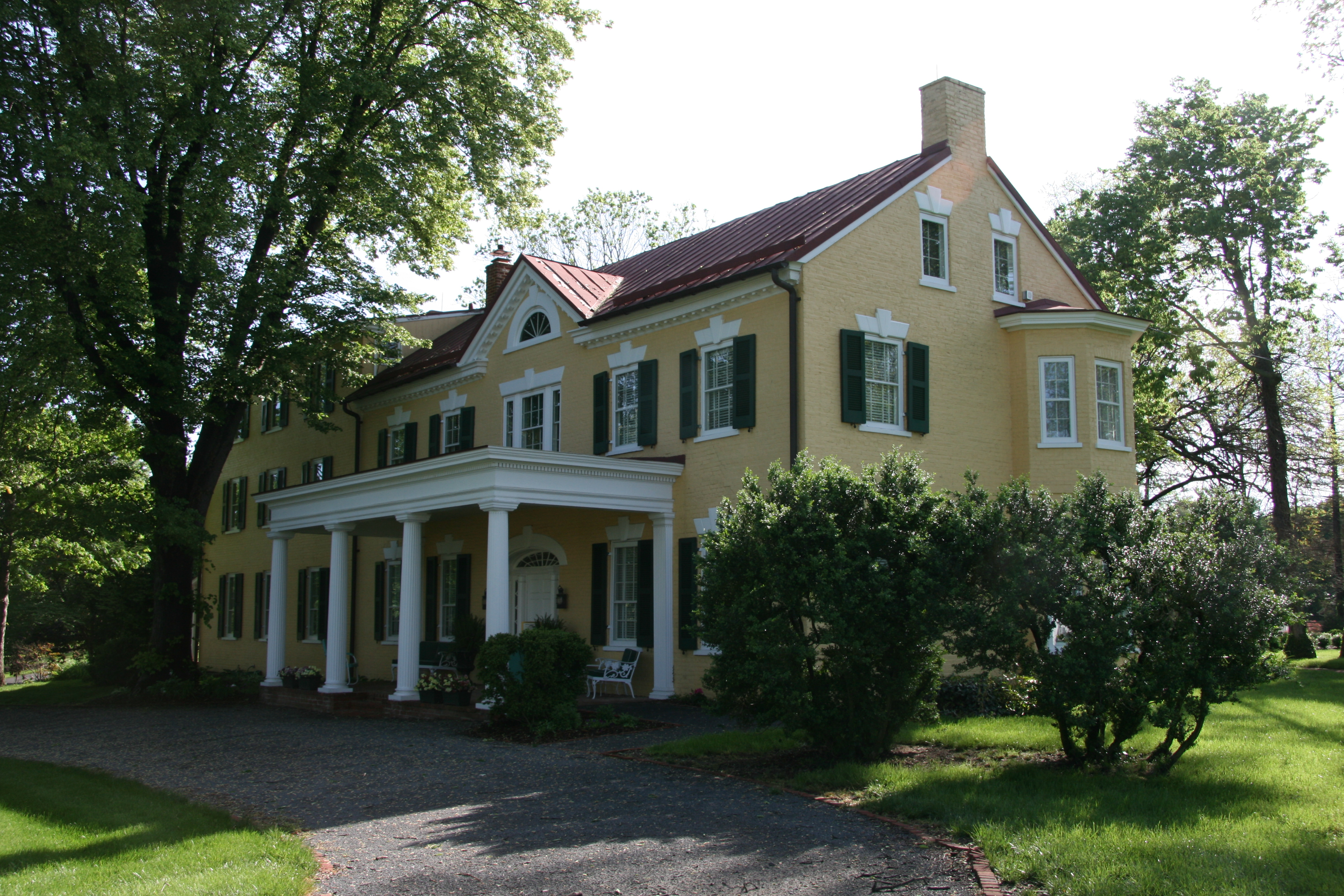
Dodona Manor

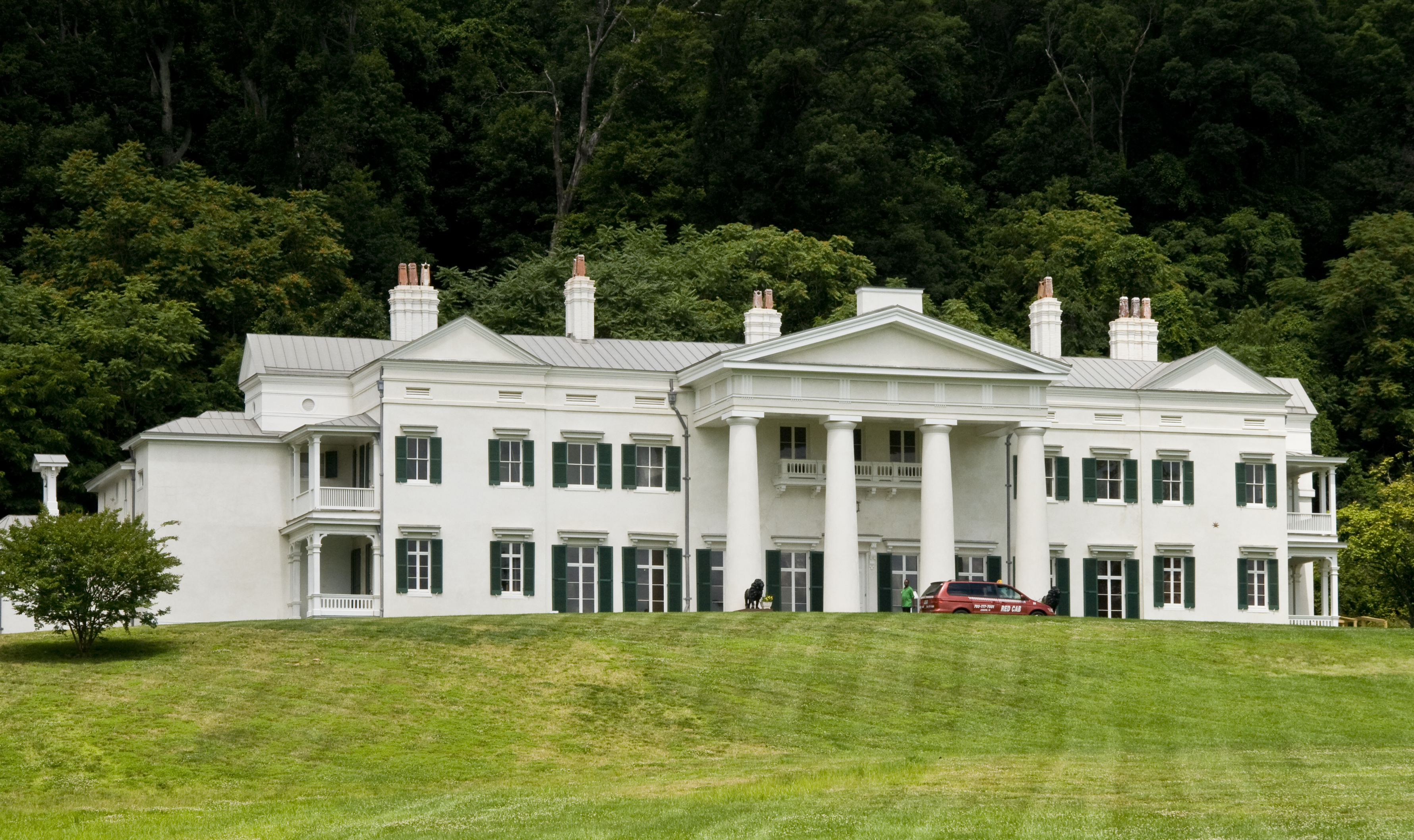
Morven Park

Dodona Manor, das Haus des Generals und Diplomaten George C. Marshall, dem der Nobelpreis verliehen wurde, befindet sich in Leesburg und wurde restauriert.
Morven Park, das Anwesen von Westmoreland Davis, einem früheren Gouverneurs Virginias, befindet sich ebenfalls in Leesburg und kann auch besichtigt werden.
In Oatlands, einem historisch wichtigen Anwesen außerhalb von Leesburg, werden Führungen angeboten, ferner ist das Gebäude für private Veranstaltungen verfügbar.

## Wirtschaft und Bildung
In der Nähe von Leesburg befindet sich das in den 1970er Jahren von Xerox erbaute National Conference Center, das von der Regierung und privaten Firmen als Tagungsort verwendet wird. Das Labyrinth unterirdischer Gebäude dient derzeit als Hauptsitz der Civilian Police International, einer von der Regierung weitervergebenen Firma.
In Leesburg gibt es zwei High Schools, die Loudoun County High School für den westlichen Teil der Stadt und die Heritage High School für den östlichen Teil der Stadt.

## Freizeitmöglichkeiten
Leesburg ist Sitz der Landkreisregierung und bekannt für seine herausragenden Parks und Freizeitmöglichkeiten. Ida Lee Park, der sich nördlich der Stadt auf dem früheren Morven Anwesen befindet, verfügt über Wanderwege, Fußballplätze, einem Swimmingpool, Tennisplätzen und ein Kommunikationszentrum sowie eine Bibliothek, die vom Landkreis betrieben wird.
Weitere Freizeitmöglichkeiten für Bewohner Leesburgs sind von Loudoun County betriebene Parks (darunter der Franklin Park in Purcellville) und der Washington & Old Dominion Railroad Trail, eine ehemalige Bahnlinie, die von der Northern Virginia Regional Parks Authority zu einem Wander-, Rad- und Joggingweg umgebaut wurde.
Eine weitere Freizeitmöglichkeit bietet noch der Pev´s Paintballpark wohl eher für jüngere Extremsportler gedacht.

## Leesburg Executive Airport
Leesburg betreibt den Leesburg Executive Airport (LEA), der von Privat- und Firmenflugzeugen verwendet wird. Der Flughafen, der als Entlastung für Washington Dulles International Airport gedacht ist, bringt jährlich mit knapp 45 Millionen US-Dollar einen finanziellen Einfluss für die Region. Es befinden sich über 240 Flugzeuge stationär am Leesburg Executive Airport, täglich werden 20–30 Flüge ausgeführt. (Stand 2005)
Leesburg Executive Airport wurde 1963 gebaut und ersetzte den früheren Leesburg Airport, der Arthur Godfrey gehörte, und von ihm in seiner Radiosendung liebevoll als „alte Kuhweide“ bezeichnet wurde. Arthur Godfrey, der in den frühen 1950er Jahren das Beacon Hill Anwesen westlich von Leesburg erwarb, nutzte eine DC-3 um jeden Sonntag während der 1950er und 1960er Jahre von seiner Farm nach New York City zu fliegen. Seine DC-3 war so leistungsfähig (und laut), sodass er vorschlug, einen neuen Flughafen zu bauen, indem er das alte Gebiet verkaufte und einen Teil der Einnahmen an einen Ortsverband spendete. Ursprünglich Godfrey Field genannt (da Godfrey einen Großteil des Flughafens finanzierte), ist der Flughafen nun als Leesburg Executive Airport at Godfrey Field bekannt.

## Städtepartnerschaften
- Samcheok (Südkorea) seit 2003

## Söhne und Töchter der Stadt
- Philip St. George Cooke (1809–1895), Unionsgeneral im Amerikanischen Bürgerkrieg
- Stevens Mason (1811–1843), Politiker und der erste Gouverneur des Bundesstaates Michigan
- Thomas Balch (1821–1877), Historiker[3]
- Tiffany Taylor (* 1977), Model[4][5]
- Joe Bauserman (* 1985), Baseballspieler[6]